# Стідем (Оклахома)
Стідем (англ. Stidham) — місто (англ. town) в США, в окрузі Макінтош штату Оклахома. Населення — 17 осіб (2020).

## Географія
Стідем розташований за координатами 35°22′7″ пн. ш. 95°42′3″ зх. д. / 35.36861° пн. ш. 95.70083° зх. д. (35.368571, -95.700792).  За даними Бюро перепису населення США в 2010 році місто мало площу 0,09 км², уся площа — суходіл.

## Демографія
Згідно з переписом 2010 року, у місті мешкало 18 осіб у 9 домогосподарствах у складі 5 родин. Густота населення становила 200 осіб/км².  Було 12 помешкання (133/км²).
Расовий склад населення:
| - 61,1 % — білих - 27,8 % — корінних американців |

До двох чи більше рас належало 11,1 %. Частка іспаномовних становила 0,0 % від усіх жителів.
За віковим діапазоном населення розподілялося таким чином: 11,1 % — особи молодші 18 років, 44,5 % — особи у віці 18—64 років, 44,4 % — особи у віці 65 років та старші. Медіана віку мешканця становила 52,0 року. На 100 осіб жіночої статі у місті припадало 157,1 чоловіків;  на 100 жінок у віці від 18 років та старших — 220,0 чоловіків також старших 18 років.
За межею бідності перебувало 55,6 % осіб, у тому числі 82,4 % дітей у віці до 18 років та 21,4 % осіб у віці 65 років та старших.
Цивільне працевлаштоване населення становило 7 осіб. Основні галузі зайнятості: публічна адміністрація — 28,6 %, виробництво — 28,6 %, освіта, охорона здоров'я та соціальна допомога — 28,6 %.